# 短链球孢囊菌属
短链球孢囊菌属（学名：Catelliglobosispora）是小单孢菌科下的一个属。

## 下属物种
本属包括以下物种：
- 韩国小链球孢菌 Catelliglobosispora koreensis (Lee et al., 2000) Ara et al., 2008[2]
- Catelliglobosispora rhizosphaerae